# پتانسیل آرامش

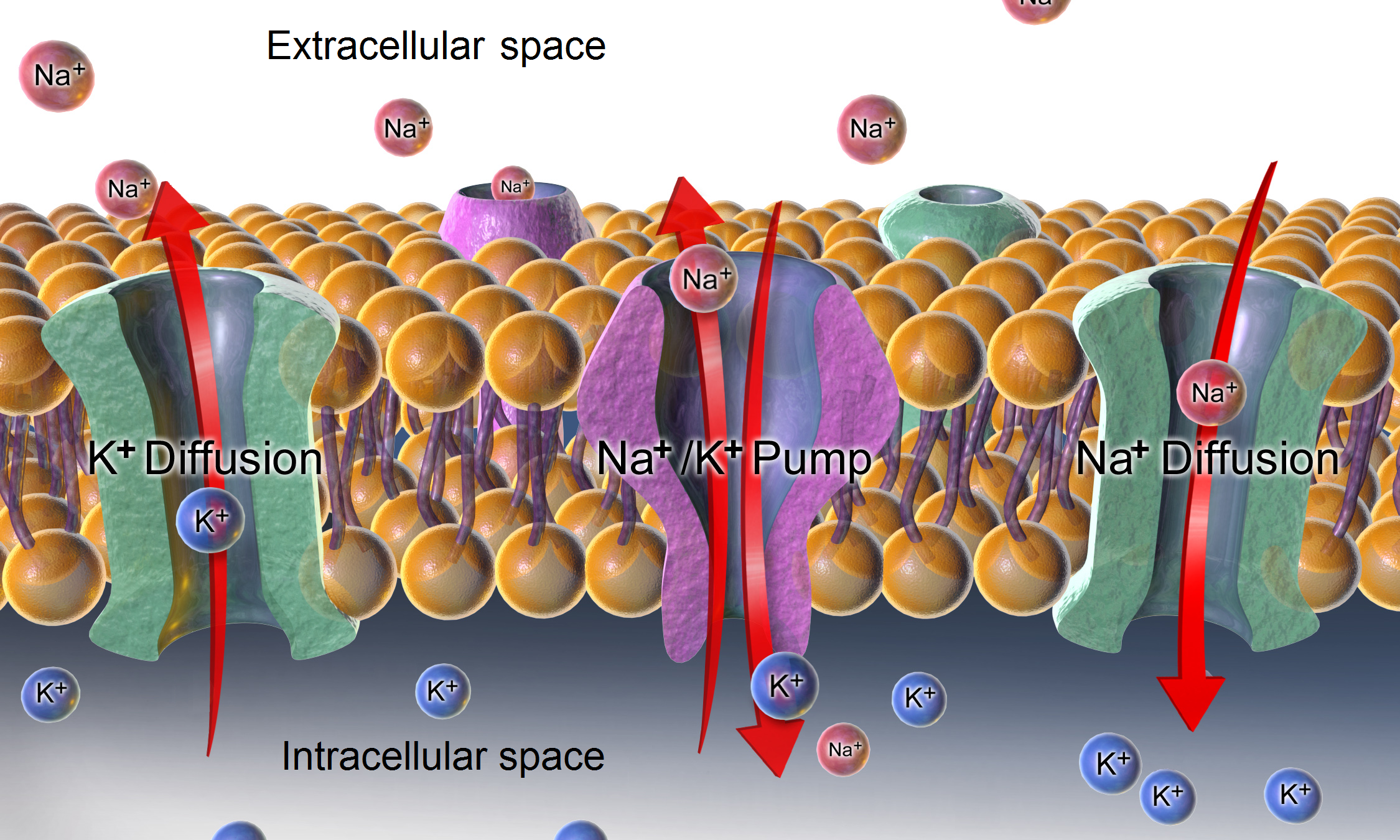
The پمپ سدیم/پتاسیم، as well as effects of diffusion of the involved ions, are major mechanisms to maintain the resting potential across the membranes of animal cells.

پتانسیل آرامش زمانی که یاخته عصبی فعالیت عصبی ندارد (حالت آرامش) در دو سوی غشای ان اختلاف پتانسیل در حدود -70 میلی ولت برقرار است.این اختلاف پتانسیل را پتانسیل ارامش می نامند.(براساس کتاب پایه یازدهم نظام جدید 99-98) 
در این هنگام بار در دو سوی غشا مثبت است ، اما درون نسبت به بیرون منفی تر است ؛ بدین معنی که بار مثبت بیرون بیشتر است و در اصل فعالیت کانال های نشتی و پمپ سدیم پتاسیم باعث این اتفاق میشود.